# Leptochloa divaricatissima
Leptochloa divaricatissima är en gräsart som beskrevs av Stanley Thatcher Blake. Leptochloa divaricatissima ingår i släktet spretgräs, och familjen gräs. Inga underarter finns listade i Catalogue of Life.